# Campionato mondiale di padel 2024
Il campionato mondiale di padel 2024, noto anche come Doha 2024, è stata rispettivamente la sedicesima e diciassettesima edizione della massima competizione per le rappresentative di Padel (squadre comunemente chiamate "nazionali") maschili e femminili maggiori delle Federazione Internazionale Padel. Si è svolta in Qatar dal 28 ottobre al 2 novembre 2024.

## Formato
Il torneo ha previsto una iniziale fase a gironi, con 16 nazionali che si sono sfidate suddivise in quattro gironi all'italiana. Le due migliori classificate di ogni girone hanno avuto accesso alla fase a eliminazione diretta nei quarti di finale.

## Organici nazionali

### Maschile

#### Gruppo A
| Argentina                | Italia              | Belgio           | Stati Uniti               |
| Agustín Tapia            | Aris Patiniotis     | Clemente Geens   | Matias Segura             |
| Federico Chingotto       | Facundo Dominguez   | Maxime Deloyer   | Nicholas Agritelley       |
| Martin Emiliano Di Nenno | Simone Cremona      | Francois Azzola  | William Agritelley        |
| Franco Stupaczuk         | Marco Cassetta      | Girolamo Peeters | Fernando Pablo Alarcón    |
| Carlos Daniel Gutierrez  | Giulio Graziotti    | Bram Coene       | José Pablo Arizpe         |
| Alex Valentino Chozas    | Lorenzo Di Giovanni | Joris De Weerdt  | Sebastian Castañeda Rubio |
| Leandro Román Augsburger | Riccardo Sinicropi  | Arnaud Meessen   | Vinny Di Francesco        |
| Valentino Gabriel Libaak | Michele Bruno       | Laurent Montoisy | Raúl Ruiz Álvarez         |

#### Gruppo B
| Spagna            | Emirati Arabi Uniti | Paraguay                        | Messico                         |
| Arturo Coello     | Inigo Jofre         | Facundo Dehnike                 | Diego Arredondo Garcia          |
| Alejandro Galán   | Arnau Ayats         | Adrian Maria Miranda            | Luis Enrique Barrientos Garcia  |
| Juan Lebron       | Sergio Icardo       | Sebastian Nair Rodríguez        | Pablo Francisco Amora Hernandez |
| Francisco Navarro | Fares Al Janahi     | Genaro Manuel Campuzano Vazquez | Maximiliano Montaño             |
| Miguel Yanguas    | Majed Al Janahi     | Samuel Rodriguez                | Jose Maria Alvarez Torres       |
| Jorge Nieto       | Salem Alhouli       | Matias Fernandez Popovich       | Javier Hazouri Celorio          |
| Jon Sanz          | Mohammad Almheiri   | Mariano González                | Jorge Jimenez                   |
| Alejandro Ruiz    | Francisco Jurado    | Samuel Miltos                   | Jorge Rangel                    |

#### Gruppo C
| Francia         | Cile                        | Uruguay                  | Qatar                    |
| Thomas Leygue   | Javier Valdes               | Diego Ramos              | Mohammed Saadon Alkuwari |
| Dylan Guichard  | Cristobal Martinez          | Martin Araujo De Lizarza | Abdulla Al-Hijji         |
| Bastien Blanque | Cristobal Molina            | Higor Ensslin Alves      | Mohammed Al Khanji       |
| Johan Bergeron  | Sebastian Muñoz Campos      | Valentin Piastri         | Jabor Al-Mutawa          |
| Manuel Vives    | Ignacio Andres Lehyt Sances | Rodrigo Jiménez Felice   | Amr Hassan               |
| Maxime Joris    | Gonzalo Valdivieso Comesaña | Nicolas Rosas            | Mohammed Abdulla         |
| Thomas Vanbauce | Carlos Zarhi                | Matías Ilarida Meyer     | Hassan Adel Waly         |
| Timeo Fonteny   | Ian Walker                  | Ignacio Rosas Etulain    | Rayyan Aljufairi         |

#### Gruppo D
| Portogallo        | Brasile                   | Svezia             | Paesi Bassi       |
| Antonio Luque     | Lucas Bergamini           | Simon Vasquez      | Sten Richters     |
| Miguel Deus       | Lucas Campagnolo          | Albin Olsson       | Bram Meijer       |
| Nuno Deus         | Francisco Gomes           | Adam Axelsson      | Thijs Roper       |
| Pedro Araujo      | Matheus De Avila Simonato | Linus Frost        | Giuliano Prins    |
| Afonso Fazendeiro | Julio Cesar Julianoti     | Daniele Appelgren  | Bart Van Opstal   |
| Diogo Jesus       | André Krames Freitas      | Douglas Rutgersson | Menno Nolten      |
| Vasco Pascoal     | Lucas Da Cunha            | Willy Slaryd       | Yannick Verwater  |
| Pedro Perry       | João Pedro Rodrigues      | Simon Yitbarek     | Nicolas Van Betuw |

## Fase a gironi

### Maschile

#### Gruppo A
| Posizione | Nazionale   | Punti | Set V/P |
| --------- | ----------- | ----- | ------- |
| 1.        | Argentina   | 6     | 9 - 0   |
| 2.        | Italia      | 5     | 5 - 4   |
| 3.        | Belgio      | 4     | 3 - 6   |
| 4.        | Stati Uniti | 3     | 1 - 8   |

| Data  | Squadre nazionali       | Risultato |
| ----- | ----------------------- | --------- |
| 28/10 | Argentina - Italia      | 3-0       |
| 28/10 | Belgio - Stati Uniti    | 2-1       |
| 29/10 | Argentina - Stati Uniti | 3-0       |
| 29/10 | Belgio - Italia         | 1-2       |
| 30/10 | Argentina - Belgio      | 3-0       |
| 30/10 | Italia - Stati Uniti    | 3-0       |

#### Gruppe B
| Posizione | Nazionale           | Punti | Set V/P |
| --------- | ------------------- | ----- | ------- |
| 1.        | Spagna              | 6     | 9 - 0   |
| 2.        | Emirati Arabi Uniti | 5     | 4 - 5   |
| 3.        | Paraguay            | 4     | 4 - 5   |
| 4.        | Messico             | 3     | 1 - 8   |

| Data  | Squadre nazionali              | Risultato |
| ----- | ------------------------------ | --------- |
| 28/10 | Spagna - Messico               | 3-0       |
| 28/10 | Paraguay - Emirati Arabi Uniti | 1-2       |
| 29/10 | Spagna - Emirati Arabi Uniti   | 3-0       |
| 29/10 | Paraguay - Messico             | 3-0       |
| 30/10 | Spagna - Paraguay              | 3-0       |
| 30/10 | Messico - Emirati Arabi Uniti  | 1-2       |

#### Gruppe C
| Posizione | Nazionale | Punti | Set V/P |
| --------- | --------- | ----- | ------- |
| 1.        | Francia   | 6     | 10 - 2  |
| 2.        | Cile      | 5     | 6 - 6   |
| 3.        | Uruguay   | 4     | 4 - 5   |
| 4.        | Qatar     | 3     | 1 - 8   |

| Data  | Squadre nazionali | Risultato |
| ----- | ----------------- | --------- |
| 28/10 | Francia - Uruguay | 2-1       |
| 28/10 | Cile - Qatar      | 3-0       |
| 29/10 | Francia - Qatar   | 3-0       |
| 29/10 | Cile - Uruguay    | 2-1       |
| 30/10 | Francia - Cile    | 5-1       |
| 30/10 | Uruguay - Qatar   | 2-1       |

#### Gruppe D
| Posizione | Nazionali   | Punti | Set V/P |
| --------- | ----------- | ----- | ------- |
| 1.        | Portogallo  | 6     | 8 - 1   |
| 2.        | Brasile     | 5     | 6 - 3   |
| 3.        | Svezia      | 4     | 5 - 6   |
| 4.        | Paesi Bassi | 3     | 1 - 10  |

| Data  | Squadre nazionali        | Risultato |
| ----- | ------------------------ | --------- |
| 28/10 | Portogallo - Paesi Bassi | 3-0       |
| 28/10 | Brasile - Svezia         | 2-1       |
| 29/10 | Portogallo - Svezia      | 3-0       |
| 29/10 | Brasile - Paesi Bassi    | 3-0       |
| 30/10 | Portogallo - Brasile     | 2-1       |
| 30/10 | Paesi Bassi - Svezia     | 1-2       |

### Femminile

#### Gruppe A
| Posizione | Nazionali | Punti | Set V/P |
| --------- | --------- | ----- | ------- |
| 1.        | Spagna    | 6     | 9 - 0   |
| 2.        | Brasile   | 5     | 5 - 4   |
| 3.        | Germania  | 4     | 3 - 6   |
| 4.        | Cile      | 3     | 1 - 8   |

| Data  | Squadre nazionali  | Risultato |
| ----- | ------------------ | --------- |
| 28/10 | Spagna - Brasile   | 3-0       |
| 28/10 | Germania - Cile    | 2-1       |
| 29/10 | Spagna - Cile      | 3-0       |
| 29/10 | Germania - Brasile | 1-2       |
| 30/10 | Spagna - Germania  | 3-0       |
| 30/10 | Brasile - Cile     | 3-0       |

#### Gruppe B
| Posizione | Nazionali   | Punti | Set V/P |
| --------- | ----------- | ----- | ------- |
| 1.        | Argentina   | 6     | 9 - 0   |
| 2.        | Portogallo  | 5     | 6 - 3   |
| 3.        | Stati Uniti | 4     | 3 - 6   |
| 4.        | Egitto      | 3     | 0 - 9   |

| Data  | Squadre nazionali        | Risultato |
| ----- | ------------------------ | --------- |
| 28/10 | Argentina - Stati Uniti  | 3-0       |
| 28/10 | Portogallo - Egitto      | 3-0       |
| 29/10 | Argentina - Egitto       | 3-0       |
| 29/10 | Portogallo - Stati Uniti | 3-0       |
| 30/10 | Argentina - Portogallo   | 3-0       |
| 30/10 | Stati Uniti - Egitto     | 3-0       |

#### Gruppe C
| Posizione | Nazionali | Punti | Set V/P |
| --------- | --------- | ----- | ------- |
| 1.        | Italia    | 6     | 8 - 1   |
| 2.        | Svezia    | 5     | 7 - 2   |
| 3.        | Giappone  | 4     | 4 - 7   |
| 4.        | Uruguay   | 3     | 1 - 10  |

| Data  | Squadre nazionali  | Risultato |
| ----- | ------------------ | --------- |
| 28/10 | Italia - Uruguay   | 3-0       |
| 28/10 | Svezia - Giappone  | 3-0       |
| 29/10 | Italia - Giappone  | 3-0       |
| 29/10 | Svezia - Uruguay   | 3-0       |
| 30/10 | Italia - Svezia    | 2-1       |
| 30/10 | Uruguay - Giappone | 1-2       |

#### Gruppe D
| Posizione | Nazionali   | Punti | Set V/P |
| --------- | ----------- | ----- | ------- |
| 1.        | Francia     | 6     | 9 - 0   |
| 2.        | Paesi Bassi | 5     | 5 - 4   |
| 3.        | Belgio      | 4     | 6 - 5   |
| 4.        | Danimarca   | 3     | 0 - 11  |

| Data  | Squadre nazionali       | Risultato |
| ----- | ----------------------- | --------- |
| 28/10 | Francia - Danimarca     | 3-0       |
| 28/10 | Belgio - Paesi Bassi    | 1-2       |
| 29/10 | Francia - Paesi Bassi   | 3-0       |
| 29/10 | Belgio - Danimarca      | 2-0       |
| 30/10 | Belgio - Francia        | 0-3       |
| 30/10 | Paesi Bassi - Danimarca | 3-0       |

## Eliminazione diretta

### Maschile

#### Quarti di finale
| Quarti di finale                 | Risultato |
| -------------------------------- | --------- |
| Argentina - Cile                 | 3-0       |
| Portogallo - Emirati Arabi Uniti | 2-0       |
| Spagna - Brasile                 | 2-0       |
| Francia - Italia                 | 0-2       |

| Semifinali             | Risultato |
| ---------------------- | --------- |
| Argentina - Portogallo | 2-0       |
| Spagna - Italia        | 3-0       |

| Finale terzo posto  | Risultato |
| ------------------- | --------- |
| Portogallo - Italia | 2-0       |
| Finale              | Risultato |
| Argentina - Spagna  | 2-1       |

#### Finale
| Argentina                          | Spagna                                   | Risultato      |
| ---------------------------------- | ---------------------------------------- | -------------- |
| Lautaro Augsburger Valentín Libaak | Miguel Yanguas Francisco Navarro         | 3-6, 7-5, 7-62 |
| Agustín Tapia Federico Chingotto   | Juan Lebrón Chincoa Alejandro Galán Romo | 7-66, 3-6, 6-2 |
| Franco Stupaczuk Martín Di Nenno   | Arturo Coello Coki Nieto                 | 1-6, 2-6       |

### Femminile

#### Quarti di finale
| Quarti di finale        | Risultato |
| ----------------------- | --------- |
| Spagna - Svezia         | 2-0       |
| Portogallo - Francia    | 2-1       |
| Argentina - Paesi Bassi | 3-0       |
| Brasile - Italia        | 0-2       |

| Semifinali          | Risultato |
| ------------------- | --------- |
| Spagna - Portogallo | 2-0       |
| Argentina - Italia  | 2-0       |

| Finale terzo posto  | Risultato |
| ------------------- | --------- |
| Italia - Portogallo | 2-1       |
| Finale              | Risultato |
| Spagna - Argentina  | 2-1       |

#### Finale
| Spagna                                                  | Argentina                                  | Risultato               |
| ------------------------------------------------------- | ------------------------------------------ | ----------------------- |
| Paula Josemaría Martín Ariana Sánchez Fallada           | Delfina Brea Senesi Claudia Jensen Sirvent | 3-6, 7-5, 7-5           |
| Cristina Fernández Sánchez Gemma Triay Pons             | María Riera Julieta Bidahorria             | 6-3, 6-2                |
| Alejandra Salazar Bengoechea Beatriz González Fernández | Aranza Osoro Ulrich Delfina Valenzuela     | - (Partita non giocata) |